# 奧斯特巴赫河
48°24′8″N 10°11′5.7″E / 48.40222°N 10.184917°E
奧斯特巴赫河（德語：Osterbach），是德國的河流，位於該國東南部，由巴伐利亞負責管轄，屬於比伯河的右支流，河道全長27.1公里，發源處海拔高度530米，河口處海拔高度464米。